# 舍贝勒陨击坑
舍贝勒陨击坑（Schaeberle）是火星雅庇吉亚区的一座撞击坑，中心坐标位于南纬24.7度、西经309.9度处，直径159公里，其名称取自德裔美籍天文学家约翰·马丁·舍贝勒(1853年-1924年），1973年被国际天文联合会行星系统命名工作组批准接受。
撞击坑通常有一圈覆盖着喷射物的边缘，相比之下，火山口则一般没有边缘或喷射沉积物。较大的陨石坑（直径大于10公里或6.2英里）里面常会有一座中央峰，这种中央峰是因撞击后坑底反弹所形成。

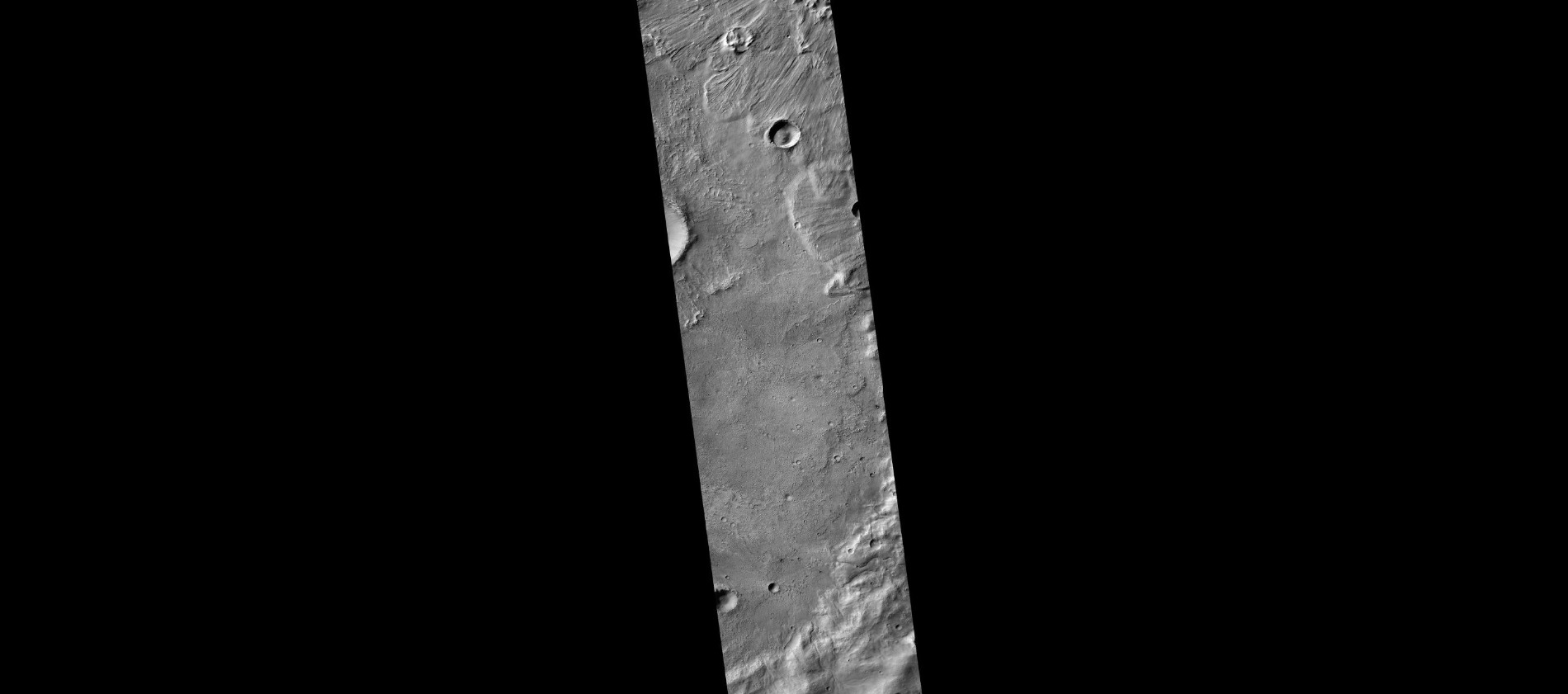
火星勘测轨道飞行器背景相机拍摄的舍贝勒陨击坑东边缘，显示了靠近照片顶部附近的滑坡。
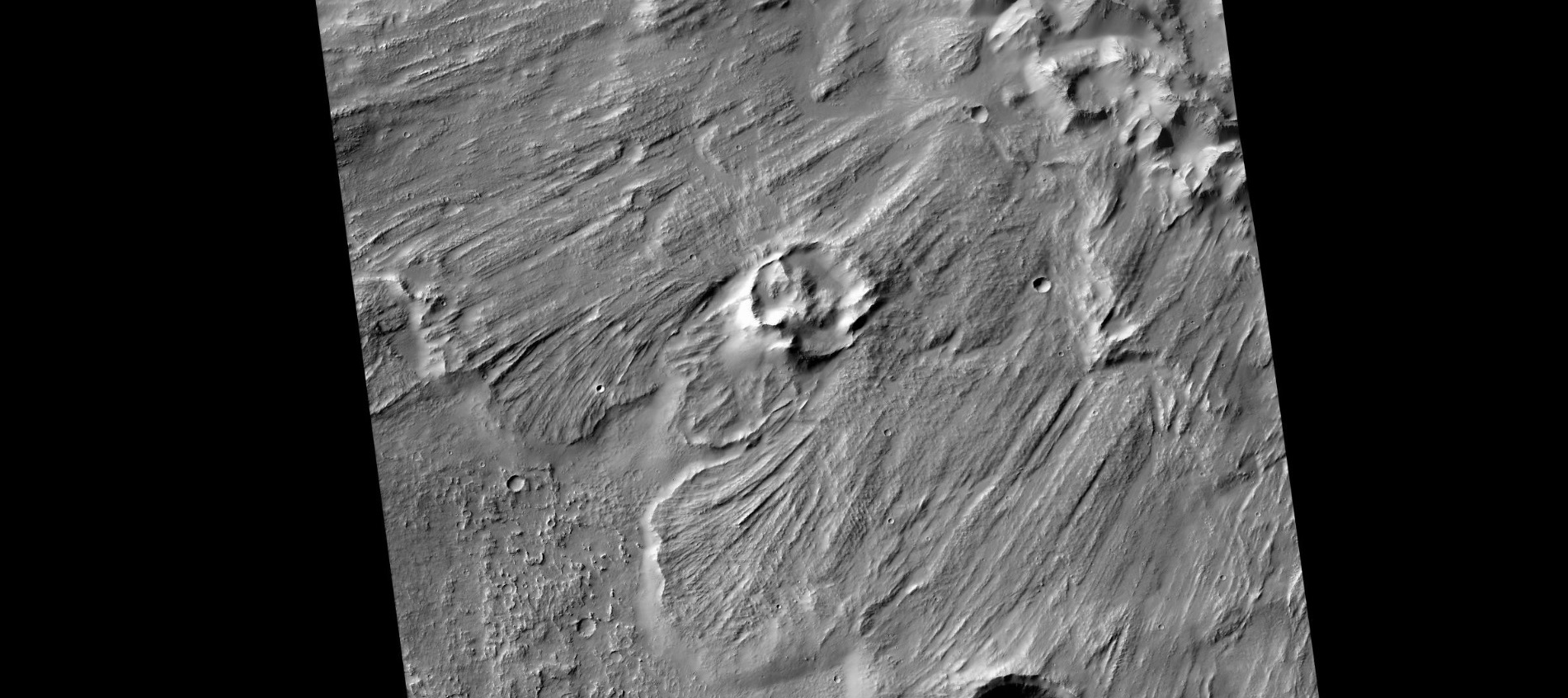
放大显示的陨坑中河道，照片右侧是被侵蚀的坑壁部分，左侧部分为坑底。
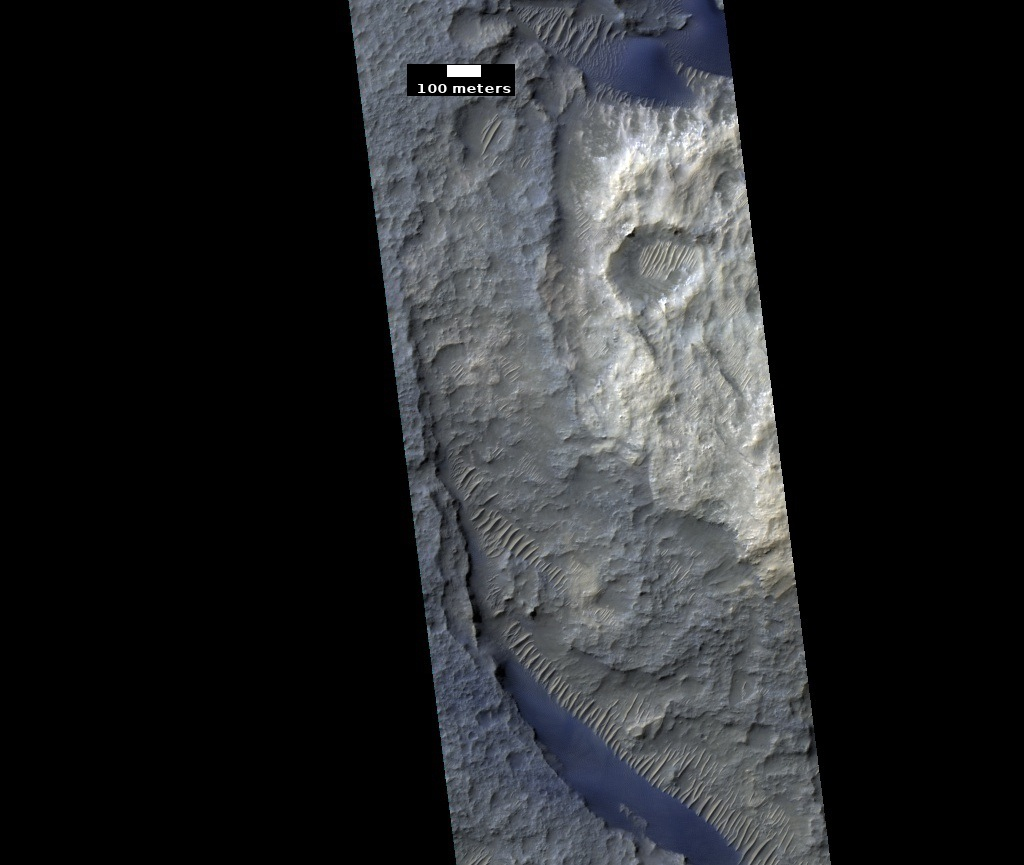
HiWish计划下高分辨率成像科学设备显示的一座撞击坑中的沙丘。
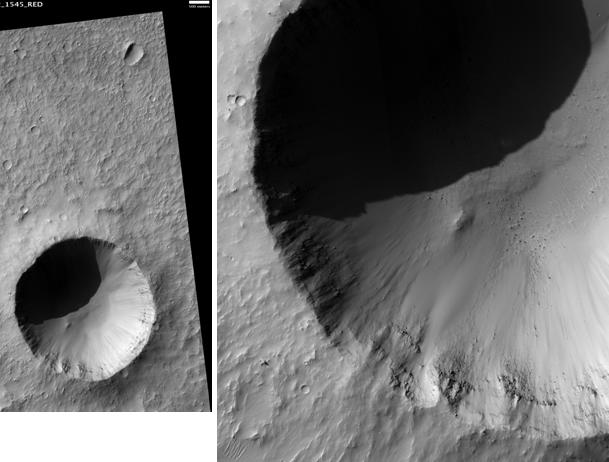
舍贝勒陨击坑中的小撞击坑。

## 另请查看
- 火星气候
- 火星地质
- 高分辨率成像科学设备
- HiWish计划
- 热液循环
- 撞击坑
- 撞击事件
- 火星撞击坑
- 矿床成因
- 火星矿石资源
- 行星体系命名法